# Острови Касаока
Острови Касаока (яп. 笠岡諸島, かさおかしょとう, Гепберн: Kasaoka Shotō) — група з 31 острова у Внутрішньому Японському морі префектури Окаяма. Острови є частиною міста Касаока. У 2019 році були визнані об'єктом культурної спадщини Японії.
У цій групі є сім населених островів:
- Острів Такасіма (高島)
- Острів Сіраїсі (白石島)
- Острів Кітаґі (北木島)
- Острів Обі (大飛島)
- Острів Кобі (小飛島)
- Острів Манабесіма (真鍋島)
- Острів Мусіма (六島)